# Chrysolina bertiae
Chrysolina bertiae é uma espécie de artrópode pertencente à família Chrysomelidae.